# NGC 3301
NGC 3301 је спирална галаксија у сазвежђу Лав која се налази на NGC листи објеката дубоког неба.
Деклинација објекта је + 21° 52' 54" а ректасцензија 10h 36m 55,8s. Привидна величина (магнитуда) објекта NGC 3301 износи 11,4 а фотографска магнитуда 12,3. Налази се на удаљености од 23,3000 милиона парсека од Сунца. NGC 3301 је још познат и под ознакама NGC 3760, UGC 5767, MCG 4-25-35, CGCG 124-45, IRAS 10341+2208, PGC 31497.